# Frank Dopatka

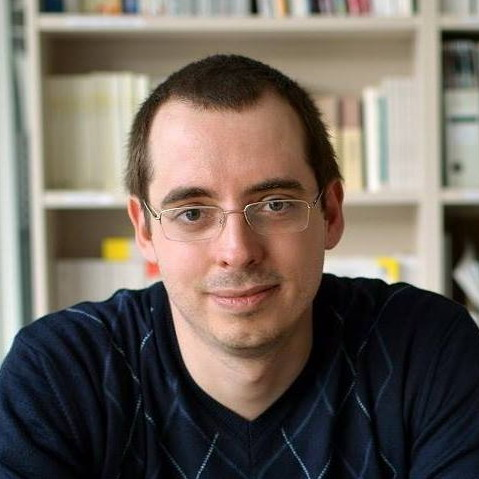
Frank Dopatka (2017)

Frank Dopatka (* 1978 in Bergneustadt) ist ein deutscher Informatiker. Er war von 2010 bis 2017 Professor für Medieninformatik an der Hochschule Reutlingen und ist seit 2017 Professor für Web-Development und Game-Engineering an der Technischen Hochschule Mannheim.

## Karriere
Dopatka studierte von 1998 bis 2003 Technische Informatik und Medieninformatik an der Fachhochschule Köln sowie 2003 und 2004 Medienwissenschaft an der Universität Siegen. Mitte 2008 promovierte er dort in den Gebieten der mathematischen Graphentheorie, Scheduling, Echtzeit-Ethernet-Netzwerke sowie Antriebstechnik als Spezialgebiet der Automatisierungstechnik. Seitdem ist er auch als freiberuflicher Autor tätig.
2010 wurde Dopatka zum Professor der Medieninformatik an der Hochschule Reutlingen berufen und leitete ab 2012 das Institut für Angewandte Informatik. 2017 wechselte er als Professor für Web-Development und Game-Engineering zur Hochschule Mannheim.

## Veröffentlichungen (Auswahl)
- Mit Oliver Hummel: Bitcoins: Wie funktioniert die Kryptowährung? In: Informatik Aktuell. 17. April 2018, abgerufen am 29. Dezember 2024.
- Mit Oliver Hummel: Bitcoins: Der Handel mit Bitcoins in der Praxis. In: Informatik Aktuell. 17. April 2018, abgerufen am 29. Dezember 2024.
- Mit Nicole Ondrusch und Daniel Schumacher: Gamification und Scrum: Alles (nur) ein Spiel. In: Informatik Aktuell. 2. Januar 2018, abgerufen am 29. Dezember 2024.
- PHP – Endlich objektorientiert. OO- und UML-Praxisbuch. Entwickler.press, Frankfurt am Main 2010, ISBN 978-3-8680-2039-7.
- Acrobat 9 im Praxiseinsatz. Erstellung und Bearbeitung hochwertiger PDF-Dokumente. Data Becker, Düsseldorf 2009, ISBN 978-3-8158-3014-7.
- Ein Framework für echtzeitfähige Ethernet-Netzwerke. In: Halang, W.A., Holleczek, P. (eds) Software-intensive verteilte Echtzeitsysteme. Informatik aktuell. Springer, Berlin, Heidelberg 2009. https://doi.org/10.1007/978-3-642-04783-1_1
- Ein Framework für echtzeitfähige Ethernet-Netzwerke in der Automatisierungstechnik mit variabler Kompatibilität zu Standard-Ethernet. Südwestdeutscher Verlag für Hochschulschriften, Saarbrücken 2009, ISBN 978-3-8381-0813-1 (zugleich: Dissertation, Universität Siegen, 2008 – uni-siegen.de).
- Mit Roland Wismüller: Design of a Realtime Industrial-Ethernet Network Including Hot-Pluggable Asynchronous Devices. In: IEEE International Symposium on Industrial Electronics. Vigo 2007, ISBN 1-4244-0755-9, S. 1826–1831.
- Mit Roland Wismüller: Achieving Realtime Capabilities in Ethernet Networks by Edge-Coloring of Communication Conflict-Multigraphs. In: Parallel and Distributed Computing and Networks. Acta Press, Anaheim, Calgary, Zurich 2006, ISBN 0-88986-568-X, S. 180–185.